# The Race (singel)
„The Race” – debiutancki singel amerykańskiego rapera Tay-K. Został pierwotnie wydany na SoundCloud 30 czerwca 2017 r., później został ponownie wydany do cyfrowego pobrania i platfrom streamingowych przez wytwórnie 88 Classic i RCA Records 29 lipca 2017 r. Piosenka znalazła się na 44 miejscu listy przebojów Billboard Hot 100 i pochodzi z debiutanckiego mixtape'u rapera, Santana World.

## Tło
Tay-K (którego prawdziwe imię i nazwisko to Taymor Travon McIntyre) nagrał i wydał „The Race”, podczas ukrywania się przed policją po udanej ucieczce z aresztu domowego przed procesem pod zarzutem morderstwa. Tay-K nawiązuje do tego w tekście piosenki; refren brzmi: „Fuck a beat, I was tryna beat a case. But I ain't beat that case, bitch I did the race.” Za ów wersy później skazano McIntyre'a.
Piosenka „The Race” została zaprezentowana na procesie Tay-K w sprawie wyżej wymienionych zarzutów morderstwa, ponieważ tekst utworu zawierał szczegóły morderstwa i jego motywacje. Podczas zwrotki piosenki Tay-K rapuje:

Pop a nigga, then I go out my way
Do the dash, then I go out the way
Rob a nigga shoes, rob a nigga lace
We tryna see a hunnid bands in our face

McIntyre wydał kilka piosenek podczas ucieczki przed policją, w tym „The Race”, który został nagrany podczas pobytu McIntyre'a w New Jersey, teledysk do utworu został opublikowany na YouTube dwie godziny po aresztowaniu rapera. „The Race” zadebiutował na 70 miejscu listy Billboard Hot 100 w USA po dużej kampanii hashtagowej mającej na celu uwolnienie McIntyre przy użyciu hashtagu „#FREETAYK”. „The Race” osiągnął szczytowe 44 miejsce na liście Billboard Hot 100.

## Remixy
„The Race” został zremiksowany przez wielu artystów, w tym między innymi; YBN Nahmir, Lil Yachty, Fetty Wap, Tyga, Moneybagg Yo, Montana of 300, Isaiah Rashad, Rico Nasty i Key Glock. Oficjalny remiks zawierał gościnne wokale 21 Savage i Young Nudy.

## Teledysk
Premiera oficjalnego teledysku do „The Race” miała miejsce 30 czerwca 2017 r. na kanale YouTube ALL BUT 6. Piosenka szybko stała się virallem. Teledysk ma obecnie ponad 230 milionów wyświetleń na YouTube. Film został również wykorzystany jako dowód w procesie Taya K. w lipcu 2019 r. Raper został skazany na 55 lat więzienia.

## Listy przebojów
| Chart (2017–2018)                     | Peak position |
| ------------------------------------- | ------------- |
| Kanada (Canadian Hot 100)             | 69            |
| USA Billboard Hot 100                 | 44            |
| USA Hot R&B/Hip-Hop Songs (Billboard) | 17            |

| Lista (2017)                          | Pozycja |
| ------------------------------------- | ------- |
| USA Hot R&B/Hip-Hop Songs (Billboard) | 64      |
| USA Streaming Songs (Billboard)       | 66      |

## Certyfikaty
| Kraj                     | Certyfikat | Ilość sprzedanych egzemplarzy |
| ------------------------ | ---------- | ----------------------------- |
| Kanada (Music Canada)    | Złoto      | 40,000                        |
| Stany Zjednoczone (RIAA) | Platyna    | 1,000,000                     |